# Museo de la Ciudad (Villarreal)
El Museo de la Ciudad (en valenciano y oficialmente Museu de la Ciutat) de Villarreal (Castellón, España) fue inaugurado el 17 de mayo de 1994 y tiene su sede en la Casa de Polo, alquería construida por José Polo de Bernabé y Borrás en el siglo XIX, rehabilitada y adquirida por el Ayuntamiento como patrimonio municipal.
Su interés radica en el simbolismo que sugiere de la huerta de Villarreal en las que se iniciaron las primeras plantaciones de cítricos.
El Museo de la Ciudad está dedicado al prestigioso compositor y guitarrista Francisco Tárrega (1852-1909), al escultor José Ortells (1887-1961) y a los pintores Gimeno Barón (1912-1978) y José Gumbau (1907-1989), todos ellos hijos de la localidad.